# Fra videnskabens Værksted
|  | Denne artikel er oprettet af botten Steenthbot ud fra en ekstern database. Den kan derfor have sproglige fejl eller mangler. Denne skabelon kan fjernes efter kontrol af indholdet. |

Fra videnskabens Værksted er en dansk ugerevy fra 1936.

## Handling
På kræftforskningens område er Danmark førende i verden. På Carlsbergfondets biologiske Institut arbejder kræftforsker Dr. Albert Fischer med dyrkning af levende vævceller uden for organismen - hovedsagelig ved nye moderne apparater. Arbejdet med vævskultur foregår i en særlig operationsstue, hvor alt er sterilt. Her steriliseres instrumenterne i to store autoclaver. Der optages levende billeder af kræftcellerne.